# Abel Burckhardt
Abel Burckhardt, född 1805, död 1882, var en reformert ärkediakon verksam i Basel i Schweiz och psalmförfattare.
Burckhardt finns representerad i 1986 års psalmbok som författare till förlagan för psalm nr 121 När juldagsmorgon glimmar, som långt tidigare varit införd i frikyrkliga psalmböcker.

## Psalmer
- När juldagsmorgon glimmar (1986 nr 121)